# Servando Carrasco
Servando Carrasco (Coronado, 13 augustus 1988) is een Amerikaans voetballer die bij voorkeur als middenvelder speelt. Hij verruilde in 2017 Sporting Kansas City voor LA Galaxy.

## Clubcarrière
Op 13 januari 2011 werd Carrasco als zevenentwintigste gekozen in de tweede ronde van de MLS SuperDraft 2011 door Seattle Sounders. Hij maakte zijn debuut op 19 maart 2011 tegen New York Red Bulls. Op 8 juni 2013 maakte hij tegen Vancouver Whitecaps zijn eerste professionele doelpunt. Op 13 september 2013 werd hij naar Houston Dynamo gestuurd inruil voor Adam Moffat. Na negentien competitiewedstrijden bij Houston te hebben gespeeld tekende hij op 27 januari 2015 bij Sporting Kansas City.

## Trivia
Carrasco werd geboren in de Verenigde Staten maar leefde een groot deel van zijn jeugd in het Mexicaanse Tijuana. Op 9 december 2013 verloofde Carrasco zich met de Amerikaanse voetbalster Alex Morgan en het stel trouwde op 31 december 2014. Op 23 oktober 2019 lieten Carrasco en zijn vrouw via social media weten in verwachting te zijn van een dochtertje.
Op 7 mei 2020 werd hun dochtertje geboren.